# Eönwë
Eönwë es un personaje ficticio que pertenece al legendarium creado por el escritor británico J. R. R. Tolkien y que aparece en su novela póstuma El Silmarillion. Es un maia, el más poderoso de ellos y el que mejor usa las armas en todo Arda. Por ello, en combate puede ser comparado en fuerza con los Valar. Es el heraldo del vala Manwë y, por ello, siempre porta su estandarte en la batalla.

## Historia
Cuando Eärendil el Marinero consiguió llegar hasta las Tierras Imperecederas en el año 542 de la Primera Edad del Sol, Eönwë fue el encargado de llevarle frente a los Valar. Poco después su trompeta anunció la llegada de los ejércitos de Aman a la Guerra de la Cólera que destruyó Angband y acabó para siempre con el reino de Morgoth. Tras la Gran Batalla, Eönwë custodió los dos Silmarils que le fueron arrebados a Morgoth de su corona. Dos de los hijos de Fëanor, Maedhros y Maglor, le pidieron a Eönwë que les devolviera las joyas de su padre, pero el Maia se negó a dárselas por todas las matanzas que habían hecho. Entonces, Maedhros y Maglor, movidos por el Juramento de Fëanor, se colaron disfrazados en el campamento de Eönwë y robaron las joyas dando muerte a los guardias. Al ser descubiertos, los hermanos se prepararon para morir peleando por el tesoro de su padre, pero Eönwë impidió que fueran ejecutados y cada uno de los hermanos se llevaron un Silmaril.
Eönwë fue el encargado de juzgar a los Elfos y proporcionó a los Edain sabiduría y una vida más duradera como recompensa por haberse mantenido fieles a los Valar, a diferencia de numerosos Hombres Orientales, como el pueblo de Uldor. 

## Otras versiones del legendarium
En otras versiones detalladas por Christopher Tolkien en los libros de La historia de la Tierra Media, Eönwë era llamado Fionwë y en un principio fue concebido como el hijo de Manwë y Varda. Sin embargo, Tolkien desechó el concepto de los hijos de los Valar en El Silmarillion y Eönwë pasó a sustituir a Nornorë como Heraldo de Manwë. 